# Parepidosis
Parepidosis is een muggengeslacht uit de familie van de galmuggen (Cecidomyiidae).

## Soorten
- P. arcuata Mamaev, 1964
- P. argentifera (De Meijere, 1906)
- P. longinodis Panelius, 1965
- P. mamaevi Neacsu, 1968
- P. peculiaris Mamaev, 1966
- P. porrecta (Felt, 1914)
- P. sylvestris (Felt, 1914)
- P. ulmicorticis Mamaev, 1964
- P. venustior Gagne, 2004